# Lucido Parocchi
Lucido Maria Parocchi (Mântua, 13 de agosto de 1833 – Roma, 15 de janeiro de 1903) foi um cardeal italiano, secretário da Suprema e Sacra Congregação do Santo Ofício.

## Biografia
Lucido Parocchi nasceu em Mântua, então parte integrante do Reino Lombardo-Vêneto, em 13 de agosto de 1833, filho de Antonio Parocchi, um rico moleiro, e de Genoveva Soresina. Educado no seminário de Mântua, ele prosseguiu seus estudos no Collegio Romano, onde doutorou-se em Teologia em 5 de setembro de 1856.
Ele foi ordenado sacerdote em 17 de maio de 1856, por Costantino Patrizi Naro, cardeal-vigário de Roma. De volta à diocese de Mântua, atuou no seminário local como professor de história eclesiástica, teologia moral e direito canônico até ser criado Prelado Doméstico de Sua Santidade em 10 de março de 1871. No mesmo ano, ele tornou-se bispo de Pavia, sendo consagrado em 5 de novembro na igreja da Santissima Trinità al Monte Pincio pelo cardeal Patrizi Naro. Em 12 de março de 1877, foi promovido à sé metropolitana de Bolonha. Parocchi foi criado cardeal-presbítero de São Sisto pelo Papa Pio IX no consistório de 22 de junho de 1877, participando do conclave de 1878 que elegeu o Papa Leão XIII.
Após renunciar à direção pastoral da arquidiocese, em 28 de junho de 1882, Parocchi foi nomeado Vigário-Geral de Sua Santidade para a Cidade de Roma e seu Distrito em 16 de fevereiro de 1884, bem como Prefeito da Sagrada Congregação da Residência dos Bispos; ocupou os dois cargos até 1899. Optou pelo título de cardeal-presbítero de Santa Cruz de Jerusalém em 24 de março de 1884. Posteriormente, em 1 de junho de 1888, ele foi apontado por Leão XIII como camerlengo do Sacro Colégio dos Cardeais. Presidente da Academia da Religião Católica, Roma, em 13 de março de 1889.
Em 24 de maio de 1889, Parocchi foi eleito para a ordem dos bispos e a Sé suburbicária de Albano. Posteriormente, em 5 de agosto de 1896, Leão XIII nomeou-o secretário da Suprema e Sacra Congregação do Santo Ofício, cargo que ocupou até sua morte. Nesse mesmo ano, ele optou pela Sé suburbicária de Porto-Santa Rufina. Vice-chanceler da Santa Igreja Romana de 14 de dezembro de 1899 até sua morte; no mesmo dia, recebeu em comenda o título de S. Lorenzo in Damaso, atribuído ao vice-chanceler, até sua morte. Presidente da comissão cardinalícia para a eleição dos bispos italianos. Legado a latere para o fechamento da Porta Santa na Basílica de São Paulo Extramuros no final do Ano Santo de 1900.
Lucido Parocchi morreu em 15 de janeiro de 1903, em Roma, vítima de um infarto. Seu corpo foi inicialmente velado no Palazzo della Cancelleria, seguindo para a basílica de San Lorenzo in Damaso em Roma, onde também ocorreram as cerimônias fúnebres. Ele foi sepultado na capela da Sagrada Congregação de Propaganda Fide no cemitério Campo di Verano em Roma.